# Garda (Wein)
Unter der Bezeichnung Garda werden in den norditalienischen Provinzen Verona, Mantua und Brescia Weiß- und Rotweine erzeugt. Damit erstreckt sich das Anbaugebiet über zwei Regionen: Venetien und Lombardei. Die Weine haben seit 1996 eine „kontrollierte Herkunftsbezeichnung“ („Denominazione di origine controllata“ – DOC), die zuletzt am 7. März 2014 aktualisiert wurde.

## Anbaugebiet
Der Anbau ist auf das Gebiet der genannten Gemeinden beschränkt.

### Provinz Verona (Venetien)
Bardolino, Castelnuovo del Garda, Cazzano di Tramigna, Garda, Illasi, Lazise, Mezzane, Montecchia di Crosara, Roncà, Sant’Ambrogio Valpolicella, San Giovanni Ilarione, San Pietro in Cariano, Tregnago und in Teilen der Gemeinden von: Affi, Badia, Calavena, Brentino Belluno, Bussolengo, Caldiero, Caprino Veronese, Cerro, Cavaion, Colognola ai Colli, Costermano, Dolcè, Fumane, Grezzana, Lavagno, Marano, Monteforte d’Alpone, Negrar, Pastrengo, Pescantina, Peschiera, Rivoli, San Bonifacio, San Martino, San Mauro di Saline, Soave, Sommacampagna, Sona, Torri del Benaco, Valeggio sul Mincio, Verona, Vestenanova und Villafranca.

### Provinz Mantua (Lombardei)
Monzambano, Ponti sul Mincio und in Teilen der Gemeinden Castiglione delle Stiviere, Cavriana, Solferino und Volta Mantovana.

### Provinz Brescia (Lombardei)
Limone sul Garda, Tremosine, Tignale, Gargnano, Vobarno, Toscolano Maderno, Gardone Riviera, Salò, Roè Volciano, Villanuova sul Clisi, Gavardo, San Felice del Benaco, Puegnago, Muscoline, Manerba del Garda, Polpenazze, Moniga del Garda, Soiano del Lago, Calvagese della Riviera, Padenghe sul Garda, Bedizzole, Lonato, Desenzano del Garda, Pozzolengo und Sirmione.
Im Jahr 2017 wurden in den Regionen Venetien und Lombardei gemeinsam 366.703 Hektoliter DOC-Wein erzeugt.

## Erzeugung
Folgende Weintypen werden erzeugt:

### Verschnittweine
- Garda Bianco: Garganega, Trebbiano (Trebbiano di Soave und/oder Trebbiano Toscano), Chardonnay, Pinot Grigio allein oder gemeinsam mindestens 50 %. Für den restlichen Teil können Trauben aus anderen weißen, nicht aromatischen und/oder schwarzen, aber weiß gekelterten Trauben, die für den Anbau in der Region Lombardei und in der Provinz Verona geeignet sind, verwendet werden. Garda Bianco gibt es auch als Bianco Spumante, Bianco Frizzante und Bianco Passito.
- Garda Rosso: Corvina und/oder Merlot und/oder Cabernet und/oder Pinot Noir allein oder gemeinsam zu mindestens 50 %. Der restliche Teil der Trauben stammt von nicht aromatischen schwarzen Trauben, die für den Anbau in der Lombardei und in der Provinz Verona zugelassen sind. Garda Rosso gibt es auch als Rosso Passito.

### Fast sortenreine Weine
- Garda … gefolgt von dem Namen der verwendeten Rebsorte. Die genannte Rebsorte muss zu mindestens 85 % enthalten sein. Darüber hinaus können Trauben anderer nicht aromatischer Rebsorten mit ähnlicher Farbe, die für den Anbau in der Region Lombardei und in der Provinz Verona geeignet sind und in den Weinbergen innerhalb des Unternehmens vorhanden sind, bis zu maximal 15 % zur Herstellung dieser Weine beitragen.:
- Garganega
- Pinot bianco
- Pinot grigio
- Chardonnay
- Riesling italico
- Cortese
- Sauvignon
- Cabernet Sauvignon
- wird nur der Begriff „Cabernet“ aufgeführt, dürfen Cabernet Franc und/oder Cabernet Sauvignon und/oder Carmenère als Rebsorten verwendet werden.
- Merlot
- Pinot nero
- Corvina
- Marzemino

- Die kontrollierte Ursprungsbezeichnung „Garda“ ist auch den Weinen vorbehalten, die mit der Angabe von zwei Rebsorten mit ähnlicher Farbe bezeichnet werden, wie Garganega, Pinot Bianco, Pinot Grigio, Chardonnay, Riesling, Sauvignon, Cortese, Cabernet, Cabernet Sauvignon, Merlot, Corvina, Pinot Nero und Marzemino in ihren Kombinationen.